# ボンバーマンジェッターズ〜伝説のボンバーマン〜
『ボンバーマンジェッターズ〜伝説のボンバーマン〜』（ボンバーマンジェッターズ でんせつのボンバーマン）は2002年10月24日にハドソンから発売されたアクションRPG。ゲームボーイアドバンスのボンバーマンシリーズ第3作目。
テレビアニメ『ボンバーマンジェッターズ』関連作品の第1作目。
プロデューサーはシリーズプロデューサーでアニメ版の企画原案を担当した藤原茂樹、ディレクターは『ボンバーマンストーリー』でゲームデザインを手掛けた赤石龍彌、音楽はPC-FX用ソフト『鬼神童子ZENKI FX 金剛焱闘』を手掛けた田中あやと、ドリームキャスト用ソフト『Bomberman Online』、ゲームキューブ用ソフト『ボンバーマンジェネレーション』を手掛けた坂東章平。キャラクターデザインはシリーズの美術監督でアニメ版のクリエイティブディレクション・キャラクター原案を担当した水野祥司とシリーズ作品を多く手掛ける奈良井梢が担当している。

## 概要

### ゲームモード
アニメ『ボンバーマンジェッターズ』に主人公「シロボン」の兄として登場する伝説のボンバーマン「マイティ」を操作して、ノンビリ星で発見された伝説の破壊兵器「光線砲」をヒゲヒゲ団から守るため、その行方を追いかける一人用アクションRPGである「ノーマルゲーム」。家庭用携帯ゲーム機ではシリーズで初めて「ルーイ」が乗り物キャラクターとして登場する上、5種類のゲームルールや別々の画面で遊ぶゲームボーイアドバンスの通信機能を活かした新ステージや新アイテムが登場する対戦モード「バトルゲーム」の2つのゲームモードが収録されている。

### 業界初の試み
テレビアニメの第1話（2002年10月2日放送）と第2話（2002年10月9日放送）の間は、約半年の時間経過が存在する。第1話で活躍する"伝説のボンバーマン"こと「マイティ」は、第2話以降アニメ内において行方不明となっており、アニメの物語はマイティの弟で主人公である「シロボン」を中心に展開される。本作のストーリーはこの半年間の世界を舞台としており、「空白の半年間」にマイティの身に一体何が起こったのかという謎を、プレイヤーはマイティとなってその目で直接体験することができるようになっている。当時ハドソンが公表したニュースリリースによればアニメとゲームがこうした形で完全にリンクするのは業界初の試みとされている。
（参考：）

## ストーリー
これは正義と勇気の象徴だった「マイティ」という名の「伝説のボンバーマン」と呼ばれたボンバーマンの物語。
はるか宇宙のかなたにある「ノンビリ星」で、考古学者の「ミドリ博士」が古代遺跡を発掘した。その遺跡から発見された、伝説に語られている「光線砲」を狙って悪の組織「ヒゲヒゲ団」が動き出した。ヒゲヒゲ団の野望を阻止するべく、シロボンの兄であり、正義の組織「ジェッターズ」の一員であるマイティはノンビリ星へと「モトジェッター」で飛び立った。

## ノーマルゲーム

### ゲームシステム
『ボンバーマンストーリー』に近いシステムを採用している。キャラボンは8体仲間にできてキャラボンをセットするとその特殊能力を使用できる。

### ライフとゲームオーバー
マイティのライフはハートの器で表示され、初期値は3個である。爆風や敵の攻撃を受けると減少し、ライフが全てなくなるとゲームオーバーになる。ゲームオーバーになると、最後にセーブした状況から再開になる。ライフは「薬」で回復できる。町にいる人たちの中にはライフが減少している時に話しかけると回復してくれる人もいる。

### フィールドとダンジョン
各ワールドには自由に探索できるフィールドとボスが待ち受けるダンジョンが存在する。

#### フィールド
8方向に移動でき、各地に冒険の拠点となる町が散在している。フィールド内のどこかにダンジョンが存在する。

#### ダンジョン
4方向に移動でき、部屋ごとに区切られている。部屋ごとに異なる条件を満たすことで扉を開けられる。マイティをパワーアップできるアイテムも随所に隠されている。
扉を開ける条件の例
- フロア内の敵を全て倒す。
- 特定のスイッチをONにする。
- 特定のハードブロックを押す。

この他にもさまざまな条件がある。

#### ボス
ダンジョン内のどこかの部屋にヒゲヒゲ団の「ムジョー」が待ち受けている。ムジョーがけしかけてくるボスキャラクターのライフを0にすることでボスを倒せ、ワールドクリアとなり次のワールドに進める。ボスのライフは画面下に表示される。またワールドをクリアするとボーナスとしてライフの最大値が1つ増え、ライフが全回復する（戦艦アームジョーを除く）。

## ワールド
ノーマルゲームの舞台となる5つのワールドについて記述する。各ワールドのスタート地点にあるマイティの乗り物「モトジェッター」の前でAボタンを押すとワールド選択画面になる。

### ワールド1 ノンビリ星
森に囲まれた惑星。考古学者のミドリ博士が古代遺跡から光線砲を発掘した。
- ダンジョン：発掘現場
光線砲が発掘された現場。
- ボス：ドリルモグネス

### ワールド2 トコトコ星
砂漠に囲まれた惑星。地下には水晶鉱脈が存在する。また、惑星のどこかにカンバンの国「カンバン王国」があり、あるアイテムを手に入れると訪れることができるようになる。
- ダンジョン：実験基地
ヒゲヒゲ団が奪った光線砲の試射を準備している基地。
- ボス：ネットスパイダー

### ワールド3 セカセカ星
文明の発達した未来都市。街には高層ビルが建ち並び、郊外には火山地帯が存在する。
- ダンジョン：クロノラボ
地熱を利用するために火山地帯に建てられた研究所。クロノ博士がタイムドライバーの開発を行っている。
- ボス：ブレードビートル

### ワールド4 古代ノンビリ星
古代のノンビリ星。森に囲まれているところは同じだが、現在のノンビリ星にないモンスターも出現する。
- ダンジョン：太陽神殿[注 3]
光線砲が保管されている神殿。複雑なトラップで守られている。
- ボス：ハンマーコング

### ワールド5 戦艦アームジョー
ヒゲヒゲ団のムジョーの戦艦。今まで倒したボスと戦うことになる。このワールドにフィールドはほとんど存在しない。
- ダンジョン：戦艦アームジョー
これまでに戦ったワールド1 - 4のボスを全て倒さないと最終ボスにたどり着けない。
- ボス：メカニドラゴーン[注 4]

### ボンバー星
マイティとシロボンの故郷で、ボン婆さんが住んでいるボンバー館がある惑星。ワールド3突入後に行けるようになる。ここではボンバー館でプレイヤーの腕前をためすことができる。

## 施設
民家
町の住民が住んでいる。ゲーム進行上のヒントや情報を教えてくれる他、住民の中にはマイティのライフを回復してくれる人もいる。
ショップ
ライフを回復する「クスリ」や攻略のヒントが掲載されている「コロコロコミック」などのアイテムを購入することができる。
合成屋
2つの合成素材を合成させて新たなアイテムを作り出すことができる。
ゲームセンター
セカセカ星のラバシティにある。一度遊んだことのあるミニゲームをプレイすることができる他、対応するコロコロコミックを持っていると、ボス戦を遊ぶことができる。
ボンバー館
ボンバー星にある。5つのフロアをいかに上手にクリアするかで段位が決定する。スピード、正確さ、敵の倒し方などが判定基準となる。腕が良ければ金・銀・銅のメダルをもらえ、5万点以上を獲得することで最高ランクの「名人」となる。高得点、好タイムを記録するとランキングに保存される。

## ミニゲーム
各ワールドの特定の地点でミニゲームを遊ぶことができるポイントが存在する。それぞれクリアしないとゲームを進行させることができないが、失敗しても何度でも再挑戦が可能である。また、クリアしたこのあるミニゲームはセカセカ星のラバシティにあるゲームセンターで遊ぶことができる。
シェルのミニゲーム
周囲から飛んでくる攻撃を一定時間シェルのシールドでよけるミニゲーム。ミニゲーム中のシェルの能力は一段階目の能力になっている。クリアするとキャラボン「シェル」とイベントアイテム「もんのカギ」を入手できる。ゲームセンターでは何秒間生き残ることができるかを競う。
キャラボンレース
タイミングよく増減するゲージを止めて、相手よりも先にゴールを目指すミニゲーム。ゲージが多いほど速く走ることができるが、満タンを狙いすぎると空っぽのタイミングで押してしまう可能性があるため注意が必要である。クリアするとキャラボン「パン」が仲間になる。ゲームセンターではゴールタイムを競う。
スロットバトル
揃えた絵柄によって相手を攻撃し、相手の体力を空にすることでクリアとなるゲーム。出目次第では相手に攻撃されることもある。クリアするとヒゲヒゲ団に囚われているキャラボン「プチラ」が仲間になる。ゲームセンターでは自分の体力が空になるまでに、何体のヒゲヒゲ団員を倒すことができるかを競う。後になるにつれ相手に有利な絵柄が多くなっていく。
こうせんほう
光線砲の攻撃を避けながらゴールを目指すミニゲーム。ミニゲーム中はシェルの能力は使用できない。クリアするとこのワールドのダンジョン「太陽神殿」に入ることができる。ゲームセンターではどれだけ長く攻撃を避け続けられるかを競う。
モトジェッター
障害物とヒゲヒゲ団員を避けながらゴールを目指すミニゲーム。配置されたジェッターズバッジを獲得するとスコアとなる。クリアすると最終ワールド「戦艦アームジョー」に侵入することができる。ゲームセンターではスコアを競う

## 登場人物

### ジェッターズ
マイティ
本作の主人公。アニメ『ボンバーマンジェッターズ』の主人公「シロボン」の兄で、「伝説のボンバーマン」と称されるほどの実力の持ち主。物語当時のジェッターズのリーダーでもある。本作での任務を境に行方不明となっている。
バーディ
ジェッターズのメンバーの一人。直前の任務（アニメ1話）で負った怪我のため出動できず。ワールド開始時にマイティへ通信によるアドバイスをしてくれる。
ボンゴ
ジェッターズの一人。ワールド開始時にマイティへ通信によるアドバイスをしてくれる。
ガング
ジェッターズの一人。ワールド開始時にマイティへ通信によるアドバイスをしてくれる。
Dr.アイン
ジェッターズの指揮官にして創設者。
シロボン
マイティの弟にして、アニメ版の主人公。本作ではオープニングおよびエンディングにのみ登場する。
シャウト
現在のジェッターズのリーダー。本作ではオープニングおよびエンディングにのみ登場する。

### ボンバー星
ボン婆さん
マイティとシロボンの祖母であり、2人の師匠でもある。本作ではボンバー館についての説明とプレイヤーの腕前の査定をしてくれる。

### ヒゲヒゲ団
ムジョー
ヒゲヒゲ団の幹部にして戦闘隊長。単細胞で、おだてられると何も考えず実行する。
Dr.メカード
ヒゲヒゲ団の科学者。度重なる危険な実験のせいで体は半分機械化しており、冷酷かつ残忍な性格。本作ではワールド2クリア後のイベントシーンとスタッフロール後のデモに登場する。
ヒゲヒゲ団員
ヒゲヒゲ団の戦闘員。ゲーム中マイティの前に幾度となく現れる。
マックス
ヒゲヒゲ団に所属する謎の戦士。本作ではスタッフロール後のデモに名前のみ登場している。アニメ後半で判明する、彼の出生の秘密の一部が本作のスタッフロール後のデモにおいて明かされている。

### ノンビリ星
ミドリ博士
ノンビリ星の女性考古学者。伝説に語られる光線砲を発掘する。
シロウ
ミドリ博士の助手。
トレジャン
宝を探して宇宙を飛び回るトレジャーハンター。宝を求めてノンビリ星へやって来た。
ハンタラ
宝を探して宇宙を飛び回るトレジャーハンター。宝を求めてノンビリ星へやって来た。
キャラボン研究家
キャラボンの研究を行う2人組。マイティに「キャラボンずかん」をくれる上、キャラボンの知識を教えてくれる。

### トコトコ星
クスリじいさん
トコトコ星のサンドー村にいるおじいさん。どんな病も治せる「シムロノーレA」を作ることができる。

### セカセカ星
ラバ市長
セカセカ星にある街「ラバシティ」の市長。ラバシティがヒゲヒゲ団に襲われた際に、市民を残したまま隣町のボルケシティに逃げ込んだが、本人曰く誰かが助けを呼ばねばならなかったとのこと。
アカネ
ラバシティで一日市長のイベントをするほど人気のアイドル。通称は「アカネちゃん」。一日市長のイベント中にヒゲヒゲ団に捕らわれてしまう。
クロノ博士
クロノ理論に基づいて、タイムマシン用のエンジン「タイムドライバー」を開発した博士。セカセカ星の火山地帯に研究所「クロノラボ」を設けている。

### 古代ノンビリ星
キミドリ
古代ノンビリ星にて太陽と月の神様に仕える神官たちを束ねる大神官。太陽の翼を起動することができる。ミドリ博士と酷似しているが、ミドリ博士の先祖であるかどうかは不明。マイティの実力を試すため「あおいはな」を採ってくるように言う。あおいはなを採ってきた後はマイティに対し好意を持っているような態度を示す。
イブシ
古代ノンビリ星のカンバン職人。この世界において初めてカンバンを作った人でもある。世界中にカンバンを広めるため、あちこちにカンバンを立ててくるようマイティに依頼する。

### カンバン王国
カンバン=イタッキーレ3世
トコトコ星にあるカンバン王国を治めるカンバンの王。カンバンたちにとって神様といえるイブシを手助けしたマイティをもてなしてくれる。
カンバンコーラス隊
カンバンの哀愁をテーマにした歌が書かれているカンバンたち。

## 重要語句
ジェッターズ
ヒゲヒゲ団の悪事を阻止するべく、Dr.アインにより結成された「宇宙自警団」。
ヒゲヒゲ団
ジェッターズの宿敵。宇宙にひとつしかないものを奪いコレクションする「宇宙窃盗団」。
光線砲
ミドリ博士が発掘した伝説に伝わる恐ろしい兵器。古代ノンビリ星の住人たちは光線砲を使い魔物を追い払っていた。
タイムドライバー
セカセカ星のクロノ博士が開発したタイムエンジン。これにより時間旅行が可能となる。
制御クリスタル
光線砲の制御に必要となるクリスタル。これがないと光線砲は暴発してしまう。

## 属性ボム
ノーマルボム
炎属性のボム。凍った水を溶かすことができる。最初から使用可能。
アイスボム
氷属性のボム。噴出した水を凍らせる。ボムノモトとこおりのかけらを合成させることで入手できる。
ライトボム
光属性のボム。見えないものを実体化、および可視化させることができる。このボムを使用することで出現する入口も存在する。ボムノモトとヒカリゴケを合成させることで入手可能。
アクアボム
水属性のボム。炎を消火できる他、植物を成長させることができる。ボムノモトとカルデラのしずくを合成させることで入手可能。
ハリケーンボム
風属性のボム。大きな葉っぱや風車を動かす。ボムノモトとちいさいたつまきを合成させることで入手可能。

## 敵キャラクター
敵キャラクターの中には属性を持つものがおり、属性ボムとの相性によりダメージが増減する。

### ワールド1（ノンビリ星）

#### フィールド
コケッコ
ニワトリ。マイティがボムを置くと逃げることがある。倒すと時々、アイテム「タマゴ」を落とす。
ピヨーン
紫色のウサギ。跳び跳ねながら移動する。
デスタートル
カメ。ボムを置くと甲羅に隠れてしまう。この状態では無敵。
カマキル
カマキリ。鎌を投げて攻撃してくる。

#### ダンジョン
ヒゲヒゲ団員
ヒゲヒゲ団の戦闘員。横に並ぶと手に持ったシャベルごと体当たりしてくる。
モグモグ
モグラ。マイティがボムを隣に置くと地面に潜ってしまう。
ロックマン
岩でできた人型の敵。一度ダメージを与えると岩くずになり、復活する前にダメージを与えると倒せる。
マッドスコーピオン
サソリ。尻尾から弾を出して攻撃してくる。
ドリルモグネス（ボス）
HP5。分身して襲いかかってくる。直線上に並ぶと弾を連射してくる「射撃」、横方向に並ぶと仕掛けてくる上、ボムを誘爆させる「突進」、地中に潜りドリルをつき出す「地中」攻撃を繰り出す。

### ワールド2（トコトコ星）

#### フィールド
エリマキスネーキー
エリマキトカゲのような襟を持つヘビ。襟を回転させて空を飛んでいる間はダメージを与えられない。
サンドワーム
紫色のワーム。地中に潜る。
サボテンギャング
サングラスをかけ、マラカスを振るサボテンのような敵。普段はサボテンに化けているが、マイティが近づくと正体を現す。倒すとアイテム「マラカス」を落とすことがある。
スカルアニマル
動物の頭蓋骨のような敵。ジャンプして襲ってくる。
ドロップ
緑色のスライムのような敵。アイスボムが有効。

#### ダンジョン
ヒゲヒゲ団員
ヒゲヒゲ団の戦闘員。ガンマンの格好をしている。
フライブレード
円盤状の刃物のような敵。障害物にぶつかるまで前進する。
ミミック
宝箱に擬態している敵。
ミイラボロ
ミイラ。ダメージを受けると移動速度が速くなる。
ネットスパイダー（ボス）
HP7。空中から落下して襲いかかってくる。追尾ミサイルを連射する「ミサイル」攻撃、踏むと動きが遅くなるクモの巣を発射する「スパイダー」攻撃を仕掛けてくる。部屋には透明ブロックが多数配置されており、ライトボムで実体化させながら戦う必要がある。

### ワールド3（セカセカ星）

#### フィールド
フレイムリザード
全身が燃え上がったトカゲ。アクアボムが有効。倒すとアイテム「トカゲのしっぽ」を落とすことがある。
グレイン
火の玉のような敵。アクアボムが有効。
ジャンプロボ
電子頭脳がついた二本足のロボット。ジャンプで広範囲に移動する。
バドー
コウモリ。空中から弾を撃ってくる。空を飛んでいる間はダメージを与えられない。

#### ダンジョン
ボムタンク
戦車のような敵。マイティ目掛けてノーマルボムを撃ってくる。
ヒゲヒゲ団員
ヒゲヒゲ団の戦闘員。消防服を着ており、ボムを見つけると接近し、消火しようとする。
ファイアーマン
全身が炎に包まれた人型の敵。アクアボムが有効。
キャプチャー
マイティを捕まえて別の場所に運んでしまう敵。
水男（みずおとこ）
水でできた人型の敵。カルデラ湖にのみ登場する。マイティたち「ボンバーマン」のようにノーマルボムを置いて攻撃してくる。倒すとアイテム「カルデラのしずく」を落とす。
ブレードビートル（ボス）
HP8。クワガタのようなボス。縦に並ぶと「突進」攻撃を仕掛けてくる他、大顎を下方向に飛ばす「大顎ブーメラン」、大顎を左右に飛ばしそこから攻撃する「大顎ジャンククラッシュ」、さらにはザコキャラクター「グレイン」をばらまく攻撃をしてくる。

### ワールド4（古代ノンビリ星）

#### フィールド
コケッコ
ニワトリ。ノンビリ星にも登場する。
ボーンシント
骸骨の魔道師。当たるとドクロ状態になる弾を放ってくる。
ボーンソルジャー
骸骨の戦士。剣を振り回して攻撃してくる。
バロム
オレンジ色の風船のような見た目の、ボンバーマンシリーズお馴染みの敵。3体セットで現れ、回転しながら襲いかかる。倒すとアイテム「フーセン」を落とすことがある。
モノリス
石板のような敵。ノーマルボムが有効。

#### ダンジョン
ヒゲヒゲ団員
ヒゲヒゲ団の戦闘員。マイティが近づくと斧を振り回して攻撃してくる。
ブロックン
普段はハードブロックに化けているが、マイティが近づくと正体を現し動き出す。
パピィドラゴン
炎の玉を発射してくる緑色のドラゴン。アクアボムが有効。
ボムボトル
壺のような敵。設置されているボムを吸い込み、撃ち返してくる。どの属性ボムを吸い込ませてもノーマルボムを返してくる。
ハンマーコング（ボス）
HP8。両腕に鉄球を持つゴリラのようなボス。マイティと直線上に並ぶとボムを弾き飛ばす鉄球を投げてくる「鉄球投げ」、鉄球を振り回す「鉄球大回転」を繰り出してくる。2ダメージを与えるごとにボムをばらまき、シェルで防げる弾を発射する「ドラミング」を仕掛けてくる。

### ワールド5（戦艦アームジョー）
ヒゲヒゲ団員
ミニチュアのようなヒゲヒゲ団の戦闘員。
フェイスボトル
ヒゲヒゲ団員の顔をした壺。ヒゲヒゲ団員を生み続ける。
ミニソーサー
UFOのような敵。設置されているボムを発見すると、宙に浮きボムを吸い込んで消してしまう。
サーチアイ
4足歩行をする緑色のロボット。マイティに向けて弾を撃ってくる。
ナットー
ナットのような敵。マイティに突進を仕掛けてくる。
プラズマボール
放電しながら突進してくる敵。時々停止して青く放電する。
デカドロップ
大型のドロップ。ダメージを与えると分裂し、ただのドロップになる。アイスボムが有効。
シュートン
ミサイルのような敵。ダメージを受けると打ち上がり、上空から落下してきて爆発を起こす。
ドリルモグネス
ワールド1に登場したものと同じ。
ネットスパイダー
ワールド2に登場したものと同じ。
ブレードビートル
ワールド3に登場したものと同じ。
ハンマーコング
ワールド4に登場したものと同じ。
メカニドラゴーン（ボス）
本作の最終ボスである緑色のドラゴン。HP7。ムジョーが奪った光線砲の「制御クリスタル」の力で強化されている。空を飛び、弾を出しながら体当たりしてくる「飛行」攻撃、シェルの能力でも防げない弾を3方向に発射してくる「3ウェイ弾」、2ダメージごとに「透明化」してライトボム以外のボムを受け付けなくなる。倒すと第2形態に移行する。
メカニドラゴーン（赤）
メカニドラゴーンの第2形態。HP10。体が赤く燃え上がっているためアクアボムが有効。「飛行」攻撃は速度が速くなっており、避けにくくなっている。他にも画面外から矢印に沿って高速飛行する「突進」、振動を起こし、空からノーマルボムを落としながら歩き回る「地上歩き」、シェルで防ぐことのできる弾を全方位に乱射する「全方位弾ばらまき」を繰り出してくる。

### ボンバー星

#### ボンバー館
ポンタン
黄色い円盤のような敵。移動速度は速いが、障害物にぶつかるまで曲がらない。
バロム
オレンジ色の風船のような敵。古代ノンビリ星に登場したものとは行動パターンが異なり、同じ場所をうろうろしている。

## バトルゲーム
最大4人で対戦できるシリーズお馴染みのゲームモード。今作では5種類のゲームルールが存在する。別々の画面で遊ぶゲームボーイアドバンスの通信機能を活かした新ステージや新アイテムも登場する。

### ルール
いつものバトル
ボムで戦い、最後まで生き残ったボンバーマンが勝利となるバトル。このルールではアイテム出現数やハンデ（ハート）、バトルステージが設定できる。
ぬりかえバトル
ボムの爆風で床のパネルがプレイヤーの色に変化する陣取り合戦で、残り時間が0になった時に最も陣地（パネルの数）が大きいボンバーマンが勝利となるバトル。このルールではやられても復活できるが、パネルの数は半分になる上にアイテムを全てばらまいてしまう。
かわしてバトル
空から降ってくるボムをひたすら避け、最後まで生き残ったボンバーマンが勝利となるルール。このルールではボムは置けないが、ボムキックとパンチを始めから全員持っている。また、ボムの爆発範囲が表示されるのが特徴。
バロムゲットバトル
ステージ内を漂っている「バロム」に触れると、自分の後ろをついてくるようになる。バロムを連れたまま作動しているポイントに触れると得点になる。ステージ内にポイントは4つ存在するが、作動しているのはそのうちの1つだけである。ポイントはランダムなタイミングで作動が切り替わる。残り時間が0になった時に最も得点の高いプレイヤーの勝利となる。一度にたくさんのバロムをポイントに入れると高得点となるが、たくさんのバロムを連れていると、移動速度が遅くなってしまう。プレイヤーはミスしてもすぐに復活でき、ミスしたことによるデメリットも存在しない。
ぬけだしバトル
破壊しても一定時間で元通りになる「水たまり」がステージ中にある。水たまりはソフトブロックと異なり、ボンバーマンが通過でき、ボムをその上に設置できる上に、ノーマルボムの爆風も貫通する。水たまりの中には「鍵」と「扉」が隠されていて、鍵を持った状態で扉に触れたプレイヤーの勝利となる。ミスをすると鍵とアイテムをばらまいてしまう。水たまりの上に鍵が落ちると水没して見えにくくなる。鍵と扉は爆風で移動させることができる。

### せってい
バトルゲームで設定できる項目を以下に記す。ルールによっては設定できない項目・選択肢も存在する。
- チーム
  - シングル/チームがあり、チームにすると、2チームに分かれての対戦ができる。
- しょうぶすう
  - 優勝となる勝ち数を1/2/3/4/5から選ぶことができる。
- タイム
  - 一試合の制限時間を1:00/2:00/3:00/5:00/∞から選ぶことができる。いつものバトルで∞以外に設定した場合、残り時間が32秒くらいになるとプレッシャーブロックが降り始め、ステージが狭くなっていく。
- コンピュータ
  - コンピュータの強さをよわい/ふつう/つよいの3段階で設定できる。
- サドンデス
  - なし/あり/ランダムを設定でき、ありにするとプレッシャーブロックがステージ全域を埋め尽くすようになる。ランダムの場合、数ある落下パターンのうち一つが選ばれる。
- ドクロ
  - もえない/もえるを設定することができ、もえないにした場合爆風が当たったドクロはステージ上を跳ね回る。
- ボンバーショット
  - なし/ありを設定でき、ありにすると試合終了後優勝者が挑戦できるミニゲームが始まる。他のプレイヤーはうちわで風を起こし、挑戦者の邪魔をすることができる。挑戦者は風の向きと強さを参考に、十字ボタンの左右でボールを打つ方向を決め、増減するゲージをAボタンで止めることで打つ力を決定する。ボールが着地したエリアによって手に入るアイテムが異なる。得たアイテムは次の試合に持ち越しになるばかりか、ゴールデンボンバーとしてプレイすることができる。チーム設定でチームを選択した場合は「なし」に固定される。
- みそボン
  - やられたボンバーマンが外から爆弾を投げ入れる「みそボン」になるかどうかの設定。なし/あり/スーパーを選ぶことができ、スーパーの場合はみそボンが他のボンバーマンをやっつけた際に復活できる。

### ステージ
いつものバトルでのみ以下から一つステージを選択できる。
- スタンダード（ノーマル）
  - 何の仕掛けもない、オーソドックスなステージ。
- スタンダード（ワイド）
  - スタンダード（ノーマル）に比べて、ステージのサイズが広くなっている。各プレイヤーが独立した画面でプレイする。ゲームボーイアドバンスの通信機能を活用したステージ。
- ゴーゴートロッコ
  - ステージ中央にトロッコが設置されている。プレイヤーがトロッコに乗るとレールがランダム出現して走り出す。走っているトロッコに接触すると、持っているアイテムをばらまいてしまう。
- シーソーパーク
  - ステージにシーソーが設置されており、プレイヤーとボムを飛ばすことができる。
- ポッカリライト
  - ステージ全体が暗闇に包まれていて、自分の正面だけが明るく見えるようになっているステージ。ゲームボーイアドバンスの通信機能を活用したステージ。

## アイテム

### ノーマルゲーム・バトルゲームに登場するアイテム
- ボムアップ - 置けるボムの数が1増える。ノーマルでは最大5個、バトルでは最大8個置けるようになる。
- ファイアーアップ - 火力が1増える。ノーマルでは最大火力5、バトルでは最大火力8までアップする。
- パワーグローブ - 置いたボムの上でAボタンを押すとボムを持ち上げることができ、離すと投げる。
- ボムキック - ボムを離れた距離に蹴り飛ばすことができる。Bボタンを押すことで移動中のボムを止められる。バトルゲームでは、蹴ったボム同士をぶつけることで、5×5の範囲で爆発するデンジャラスボムを作成することもできる。
- ドクロ - 入手するとボンバーマンが病気になってしまう。ノーマルゲームでは「鈍足病」と「おけない病」のみ登場する。
  - 俊足病 - 移動速度が極端に速くなる。
  - 鈍足病 - 移動速度が極端に遅くなる。
  - ゲリ - 持っているボムを勝手に置いてしまう。
  - おけない病 - ボムを置けなくなる。
  - 最低病 - 火力1のボムを1個しか置けなくなる。
  - 止まれん病 - 障害物に当たるまで止まれなくなる。
  - リバース症候群 - 十字ボタンの操作とは反対に移動する。
  - せっかち症候群 - ボムが爆発するまでの時間が早くなる。
  - のんびり症候群 - ボムが爆発するまでの時間が遅くなる。

### ノーマルゲームに登場するアイテム
- コイン - アイテムの購入などに必要になる。茶（1ゴールド）、金（10ゴールド）、袋（20ゴールド）の3種類がある。
- キャラボンのエサ - セットしているキャラボンを成長させることができる。
- ちいさいクスリ - 体力を少し回復できる。
- おおきいクスリ - 体力を全回復できる。
- どくけし - ドクロの毒を消すことができる。
- キャラボン図鑑 - キャラボンに関しての情報が載っている。入手したことのあるキャラボンの情報のみ閲覧が可能。
- ボンバーアルバム - 過去のボンバーマン作品に関してのデータが載っている。
- コロコロコミック - ボスの攻略法が書かれている。全5冊。対応するコロコロコミックを持っていると、セカセカ星のラバシティにあるゲームセンターで、そのボス戦を遊ぶことができる。
- レーダー - ダンジョン内でマップを開くと、ボス部屋の位置がわかるようになる。
- マップデータ - ダンジョンのマップ構造がわかるようになる。ダンジョン内のコンピュータよりダウンロードすることで入手できる。
- ハートの器 - 体力の最大値が1増える。
- カターイアーマー - 敵から受けるダメージを減らす。
- テッペキアーマー - カターイアーマーよりもダメージを減らせる。
- カイソクシューズ - 移動速度がアップする。
- カットビシューズ - カイソクシューズよりも移動速度がアップする。
- 合成素材
  - 合成屋で合成してもらうことで新たなアイテムを生み出すことができる。合成素材Aは合成しても無くならないが、合成素材Bは一度合成に使用すると消滅するため、再度入手する必要がある。
    - 合成素材A
      - ボムノモト
      - なまくらなオノ
      - あきビン
      - ナット
      - アカネのサイン
      - むかしのコイン
      - カンバンメガネ
      - どうメダル
      - ぎんメダル
      - きんメダル

    - 合成素材B
      - こおりのかけら
      - ヒカリゴケ
      - カルデラのしずく
      - ちいさいたつまき
      - あかいはな
      - タマゴ
      - マラカス
      - トカゲのしっぽ
      - フーセン
      - あおいはな

### バトルゲームに登場するアイテム
- スピードアップ - 移動速度が1アップする。最大4段階までアップする。
- パンチ - ボムをBボタンで突き飛ばすことができる。
- ボヨヨンボム - ボムがスライム状に変化し、蹴ったり投げたりすることで跳ね回る。
- フルファイアー - ボムの火力が最大になる。
- ゲタ - 移動速度が1段階ダウンする。
- 透明 -16秒間透明になり、他のプレイヤーの画面で見えなくなる。
- ハート - 1回だけミスを回避できる。
- ルーイのタマゴ - 取るとルーイに乗ることができる。ルーイに乗っていると、爆風に当たってもルーイを失うだけでミスにはならない。出現するルーイの種類はランダムで、全部で5種類のルーイがいる。
  - グリーン - Bボタンを押すと、向いている方向にダッシュする。
  - ピンク - Bボタンを押すと、2ブロックのジャンプをする。
  - ブルー - Bボタンを押すと、ボムをパンチして飛ばす。
  - ブラウン - Aボタンを続けて2回押すと、一度に持っているボムの数だけ一直線に並べて置くことができる。
  - グレー - 能力を持たないルーイ。

## キャラボン
マイティのサポートをしてくれる良き味方。エサをやれば成長する。成長したキャラボンは最大で4段階までいき、成長すれば使用しているキャラボンの能力が強化される。エサはメロン・イチゴ・バナナの3種類がある。メロンは一番早く成長させることができ、バナナは成長が一番遅い。イチゴはメロンとバナナの中間に当たる。エサはソフトブロックを壊すと出現し、獲得した時に装備されているキャラボンに与えることができる。
ポミュ（→フライポミュ→ウイングポミュ→エンジェルポミュ）
愛らしい姿をしている。能力はテレポート。フィールド各地にあるワープポイントの中で、チェックしたことのある場所にワープできる。ダンジョン内で使用した場合はダンジョンの入口に戻ることができる。
シェル（→シングルシェル→ツインシェル→トリプルシェル）
貝殻を被っているキャラボン。能力は貝殻で玉を弾くが、爆風や敵の接触は防げない。シェルの能力を使用している時は移動できないが、成長すれば移動できるようになり、成長する毎に移動速度が上がる。最大まで成長させると全方向の攻撃を防ぐことができる。
エレフ（→エレファ→エレファン→ビッグエレファン）
象の形をしたキャラボン。能力は特殊なハードブロックを押すこと。成長すればブロックを押す速さが速くなる。
パン（→パンサー→パンサーファング→ラピッドパンサー）
ヒョウの形をしたキャラボン。能力はダッシュ。成長すればダッシュする速度が速くなる。
イール（→シーイール→マリンイール→グレートイール）
魚の形をしたキャラボン。能力は透明になることで、成長すれば透明になる時間が増える。
ドーラ（→ドラン→ドラコ→ドラゴーン）
恐竜の形をしたキャラボン。能力は設置したボムをせっかちボム（ボムの爆発が通常より早くなる）にすることで、成長すれば火力が上がる。
プチラ（→プテラ→プテラドン→プテラゴドン）
翼竜の形をしたキャラボン。能力は設置したボムをのんびりボム（ボムの爆発が通常より遅くなる）にすることで、成長すれば火力が上がる。ドーラとは友達であり、共にクロノ博士の助手を務めている。
ポッポ（→ポック→ポックス→エレックス）
隠しキャラボン。能力はリモコンボム（Bボタンを押すことで任意のタイミングで爆発させる）にすることで、成長すれば火力が上がる。

## ボンバーアルバム
過去のボンバーマンシリーズの作品についてのデータを見ることができる。あくまですべてのシリーズ作品を見られるわけではなく、対象となるのは任天堂から発売されたゲーム機用のシリーズ作品のみであり、PCエンジン、セガサターン、PlayStation、PlayStation 2向けのタイトルは収録されていない。基本的には合成によって入手できるが、一部のものについては特定の条件（ノーマルゲームをクリアする・キャラボン図鑑を完成させてキャラボン研究所へ行く）を満たすことで手に入る。
FC=ファミリーコンピュータ、GB/GBC=ゲームボーイ/ゲームボーイカラー、SFC=スーパーファミコン、VB=バーチャルボーイ、N64=NINTENDO 64、GBA=ゲームボーイアドバンス
- ボンバーマン（FC）
- ボンバーキング（FC）
- ボンバーボーイ（GB）
- ボンバーマンII（FC）
- スーパーボンバーマン（SFC）
- スーパーボンバーマン2（SFC）
- ボンバーマンGB（GB）
- スーパーボンバーマン ぱにっくボンバーW（SFC）
- スーパーボンバーマン3（SFC）
- ボンバーマンGB2（GB）
- スーパーボンバーマン4（SFC）
- ボンバーマンコレクション（GB）
- ボンバーマンビーダマン（SFC）
- ボンバーマンGB3（GB）
- スーパーボンバーマン5（SFC）
- とびだせ!ぱにボン[注 14]（VB）
- 爆ボンバーマン（N64）
- ポケットボンバーマン（GB）
- ボンバーマンヒーロー ミリアン王女を救え!（N64）
- ボンバーマンクエスト（GBC）
- 爆ボンバーマン2（N64）
- ボンバーマンMAX 光の勇者（GBC）
- ボンバーマンMAX 闇の戦士（GBC）
- ボンバーマンMAX ぺんてるバージョン[注 15]（GBC）
- ボンバーマンストーリー（GBA）
- ボンバーマン64（N64）
- ボンバーマンMAX2 ボンバーマンバージョン（GBA）
- ボンバーマンMAX2 マックスバージョン（GBA）

## 関連書籍
- ボンバーマンジェッターズ 伝説のボンバーマン 公式ガイドブック
  - 2002年、小学館発行、ISBN 4-09-106074-9